# Église Saint-Nicolas de Neradin
Pour les articles homonymes, voir Église Saint-Nicolas.
L'église Saint-Nicolas de Neradin (en serbe cyrillique : Српска православна црква Светог Николе у Нерадину ; en serbe latin : Srpska pravoslavna crkva Svetog Nikole u Neradinu) est une église orthodoxe serbe située dans le village de Neradin en Serbie, dans la municipalité d'Irig et dans la province de Voïvodine. Construite en 1732, elle est inscrite sur la liste des monuments culturels de grande importance de la république de Serbie (identifiant no SK 1296).

## Présentation
L'église Saint-Nicolas a été construite dans la première moitié du XVIIIe siècle. Elle est constituée d'une nef unique prolongée par une abside pentagonale ; elle est surmontée d'un dôme reposant sur un tambour et, à l'ouest, elle est dominée par un clocher baroque.
L'église abrite une iconostase peinte par Vasilije Ostojić et par son assistant Jovan Popović ; une inscription la date de 1760, ce qui la ferait remonter au début de leurs carrières ; Ostojić y a adopté le style baroque de son maître ukrainien Jova Vasilijević, qui travailla pour le patriarche Arsenije IV Jovanović Šakabenta. Plusieurs icônes de petit format sont dues au maître Jefrem Isailović et ont été réalisées en 1778. Les fresques de l'église, d'auteur inconnu, représentent des personnages et des scènes de la Bible ainsi que des saints serbes.
Des travaux de restauration ont été effectués sur l'édifice en 1964 et 1982.